# Polybotrya stolzei
Polybotrya stolzei är en träjonväxtart som beskrevs av Robbin C. Moran. Polybotrya stolzei ingår i släktet Polybotrya och familjen Dryopteridaceae. Inga underarter finns listade.